# 부카 화이트
부카 화이트(Bukka White, 1904년 혹은 1906년 11월 12일~1977년 2월 26일)는 미국의 블루스 기타리스트이자 싱어송라이터이다.
1919년부터 활동하기 시작했으며, 1930년에 첫 녹음을 했다. 당시 음반은 상업적 실패로 끝났으나, 1937년에 녹음한 곡 중 〈Shake 'Em On Down〉는 큰 인기를 얻었다. 그는 1950년대엔 거의 잊혀졌으나, 1963년에 재발견돼 각광을 받았다.

## 생애
화이트는 1904년 혹은 1906년 11월 12일, 미시시피주 휴스턴 혹은 그 근처에서 존 화이트와 룰라 데이비슨의 아들로 태어났다. 존 화이트는 철도쪽에서 일했으며 시간제로 일하던 음악가였다. 그는 그의 외할아버지이자 목사인 펑크 데이비슨의 손에서 자랐다. 위치는 치카소군이었다.
그는 아버지에게 피들을 배우며 이른 나이에 음악을 접했다. 9살 때 아버지에게 기타를 가르침 받았고 11살 때 피아노를 배웠다. 그의 할머니는 그가 악기를 배우는 걸 “그건 악마의 음악이다”라며 반발했다. 그럼에도 아버지는 그에게 기타를 사줬다. 그는 아버지 외에도 지역의 음악가들에게서 그의 상징적인 연주법을 배웠다.
그는 1919년에 가출했고 그가 시각장애인 기타리스트와 거리 공연을 펼쳤던 시카고로 떠났다. 그는 1년 만에 클라크스데일로 돌아와 종종 삼촌의 집에 머물렀다. 그는 기타 연주로 여성을 끌기 위해 21살로 나이를 속여서 활동했다. 또한 이 기간 동안 그는 찰리 패튼을 만났다. 패튼은 그에게 기타·바이올린 즉흥 연주를 위한 초창기 음악의 이론을 가르쳐주고 여러 악기들을 소개해주었다. 그는 패튼에 대해 “나는 찰리 패튼처럼 위대한 사람이 되고 싶었다.”고 말했다.
그는 16살에 6살 연상인 제시 베와 첫 결혼을 했다. 그는 그녀와 휴스턴 근처에서 살면서 다양한 고된 일을 했었다. 그는 낮에는 소작인으로 일하고 밤에는 음악가로 일했다. 베와의 결혼 생활은 3년 미만으로 짧았다. 그는 헤어진 후 미국 남부와 중서부를 떠돌며 활동하는 걸 재개했다. 그는 1910년대~1920년대 동안 미시시피 델타에서 세인트루이스로 가는 기차를 탔고, 그곳의 당구장, 싸구려 술집, 파티에서 생계를 꾸렸다.
1928년 겨울엔 전 배우자 베가 갑자기 건강이 악화됐고 이를 알게 된 그는 그녀를 휴스턴의 한 작은 병원으로 옮겼다. 그러나 그녀는 끝내 사망했고 그는 이를 지켜볼 수 밖에 없었다. 그는 1929년 초 세인트루이스로 돌아왔으나, 어머니가 아프다는 소식을 듣고 도움을 주러 미시시피주로 돌아왔다. 그곳에서 그는 2년 간 시간을 쪼개 농사를 짓고, 기회가 오면 연주를 하고, 밀주 위스키를 제조하고 판매했다.
이후 1930년에 가구 판매원 겸 빅터 레코드의 스카우트였던 랄프 림보와 만나게 됐다. 1930년 5월 26일, 그는 멤피스에서 랄프 피어에 의해 미스 미니, 나폴리언 헤어리스톤과 14곡을 녹음했다. 이 중 4곡만이 워싱턴 화이트라는 이름으로 발매됐다. 발매된 곡들은 별 다른 관심을 얻지 못했다. 이후 그는 1930년대 동안, 조지 "불렛" 윌리엄스(George "Bullet" Williams)와 자주 공연했으며 야구 선수와 권투 선수로도 일했다. 1930년대 초엔 조지 "불렛" 윌리엄스의 조카딸 혹은 그의 아내의 조카딸인 수지 심프슨과 결혼해 미국 동부에서 살았다. 그는 1930년대 중반부터 1937년까지 미국의 온갖 곳을 돌아다녔는데, 이러면서 심프슨과의 결혼 생활은 끝나버렸다.
이렇게 살던 중 템파 레드와 빅 빌 브룬지 등을 통해 레스터 멜로즈를 소개받고 1937년 녹음할 기회를 얻었다. 그러나 녹음 직전 벌어진 다툼에서 상대방의 허벅지에 총을 쏴 부상을 입혀 파치맨 농장 3년형을 선고받았다. 그는 재판을 기다리는 동안 보석금을 내고 시카고에 가서 1937년 9월 2일에 신원불명의 기타리스트와 2곡을 녹음했다. 그가 복역하는 동안 〈Shake 'Em On Down〉은 16,000장이 넘게 팔리는 성공을 거뒀다. 그는 수감되어 있던 1939년에 존 로맥스·앨런 로맥스의 녹음에 응했다. 그는 1940년에 출소해 레스터 멜로즈에게 호텔 숙식권을 대가로 워시보드 샘(Washboard Sam)과 1940년 3월 7~8일 간 12곡을 녹음했다.
그는 1942년에 시카고에서 멤피스로 갔고 같은 해부터 1944년까지 미 육군에서 복무했다. 전쟁이 끝나고 그는 다시 음악 활동을 이어갔다. 음악으로 얻는 수익은 감소했으나 그는 흑인, 백인 가리지 않고 공연했으며 종종 프랭크 스톡스(Frank Stokes), 잭 켈리(Jack Kelly), 윌리 보룸(Willie Borum)과 활동했다. 1946년 혹은 47년에 트랙터를 망가뜨린 일로 멤피스에 도망쳐 온 사촌동생 B.B. 킹에게 10개월 동안 기타를 가르쳐주었다. 그는 킹을 마음에 들어했다. 그는 1950년대에도 활동했지만 음악계에서 거의 잊혀진 인물이 되었다.
밥 딜런은 1961년에 그의 곡 “Fixin' to Die Blues”를 커버하며 그를 찾으려는 시도가 이루어졌다. 그들은 1963년에 화이트에게 편지를 부쳤는데, 마침 그의 친척이 미시시피주 애버딘의 우체국에 근무하고 있어서 편지가 제대로 전송되었다. 이후 같은 해 그들이 만나게 되었고 1963년 말엔 계약을 맺은 후 녹음을 하고 있었다. 그는 1963년 가을에 미국 서부에서 활동했으며 1966년엔 뉴포트 포크 페스티벌에 출연했다. 1968년엔 멕시코시티에서 열린 올림픽에서 노래했으며, 같은 해 처음으로 유럽에서 공연했다. 그는 재기하면서 여전한 실력으로 각광을 받았다.
그는 죽을 때까지 멤피스에서 살았고 1973년엔 마지막 앨범 〈Big Daddy〉를 발매했다. 말년엔 당뇨병으로 고생했으며, 1976년 매사추세츠주에서 공연하던 중 뇌졸중에 걸리기도 했다. 그는 1977년 2월 26일, 멤피스에 있는 멤피스시 병원에서 숨졌다. 사인은 췌장암이었다. 사후 멤피스의 뉴파크 묘지에 안장됐다. 여담으로 그의 'Bukka'는 그의 이름을 음역한 것으로 그는 이를 좋아하지 않았다.

## 곡 커버와 영예
레드 제플린은 그들의 앨범 Led Zeppelin III에 수록된 곡 “Hats Off to (Roy) Harper”, Physical Graffiti에 수록된 곡 “Custard Pie”는 그의 곡 “Shake 'Em on Down”의 많은 부분을 기반으로 했다. 제프 버클리는 그의 곡 “Parchman Farm Blues”를 커버했는데, 이는 버클리 사후에 발매된 〈Grace: Legacy Edition〉에 실렸다.
1990년 블루스 명예의 전당에 헌액됐으며 2011년 11월 21일엔 더 레코딩 아카데미는 2012년 그래미 명예의 전당 목록에 그의 곡 〈Fixin’ to Die Blues〉를 추가했다고 발표했다. 2019년엔 그가 사용했던 기타가 경매에서 93,000파운드에 팔렸다. 2011년엔 미시시피 블루스 트레일 측에서 미시시피주 휴스턴에 기념비를 세웠고, 미시시피주 애버딘에선 콜럼버스의 날에 그를 기리는 축제인 ‘부카 화이트 블루스 페스티벌’을 개최하고 있다.

## 음반

### 정규 앨범
- Mississippi Blues (Takoma, 1964)
- Sky Songs (Vol. 1 & 2) (Arhoolie Records, 1965)
- Memphis Hot Shots (Blue Horizon, 1968)
- Big Daddy (Biograph Records, 1974)

### 라이브 앨범
- Country Blues (Sparkasse in Concert, 1975)

### 컴필레이션 음반
- Parchman Farm 1937–1940 (Columbia, 1969)
- Baton Rouge Mosby Street (Blues Beacon, 1982)
- Aberdeen Mississippi Blues 1937–1940 (Travelin' Man, 1985)
- Parchman Farm Blues (Orbis Records, 1992)
- Shake' Em on Down (New Rose, 1993)
- The Complete Bukka White 1937–1940 (Columbia, 1994)
- 1963 Isn't 1962 (Adelphi, 1994)
- Good Gin Blues (Drive, 1995)
- Shake 'Em on Down (Catfish, 1998)
- The Panama Limited (ABM, 2000)
- Revisited (Fuel, 2003)
- Aberdeen Mississippi Blues: The Vintage Recordings 1930–1940 (Document, 2003)
- Mississippi Blues Giant (EPM, 2003)
- Fixin' to Die (Snapper, 2004)
- Parchman Farm Blues (Roots, 2004)
- Aberdeen, Mississippi Blues (Sunset Blvd Records, 2019)